# لوتوس هفت
لوتوس هفت (به انگلیسی: Lotus Seven) یک خودرو است که بین سال‌های ۱۹۵۷–۱۹۷۲ تولید شده‌ است.
این خودرو در کلاس خودروی اسپرت قرار گرفته، سیستم گیربکس آن به‌صورت دستی است.